# Ajuste pós-glacial

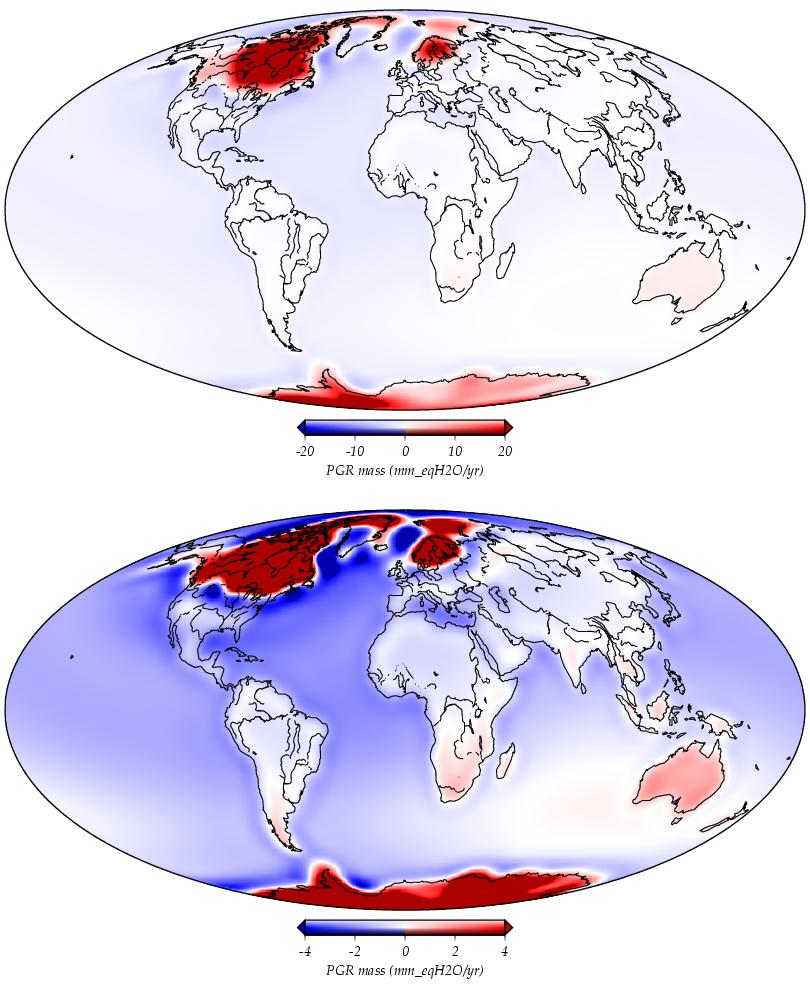
Modelo de ajuste pós-glacial: as zonas em cor vermelha estão em elevação devido à eliminação das camadas de gelo, enquanto as zonas em cor azul estão a baixar devido ao preenchimento das bacias oceânicas, uma vez que as camadas de gelo se fundem.

O ajuste pós-glacial (ou ajuste isostático) é a elevação das massas terrestres que haviam sido pressionadas pelo enorme peso das calotas glaciares durante a última glaciação, mediante um processo conhecido como depressão isostática. Afeta o norte da Europa (Fino-Escandinávia), Sibéria, Canadá e a região dos Grandes Lagos na América do Norte.
Recentemente, o termo "ajuste pós-glacial" (post-glacial rebound) tem vindo a ser substituído por "ajuste isostático glacial" (glacial isostatic adjustment), em reconhecimento da resposta da Terra à carga glacial, que pode funcionar nos dois sentidos e não apenas na subida, e também movimentos horizontais da crosta, mudanças no nível do mar, no campo gravítico terrestre, na sismologia e ocorrência de sismos e alterações no movimento de rotação do planeta.

## Introdução
Ao finalizar a última glaciação há cerca de 11 mil anos, a maioria do norte da Europa e da América do Norte estava coberta de camadas de gelo de até 3 km de espessura. O enorme peso deste gelo fez como que a crosta terrestre se afundasse no manto. Ao finalizar a glaciação, quando os glaciares retrocederam, a eliminação deste peso motivou uma rápida elevação da crosta devido ao ajuste isostático do material da crosta. Devido à extrema viscosidade do manto, são necessários muitos milhares de anos para que a Terra alcance um equilíbrio hidrostático.
Estudos demonstraram que a elevação teve lugar em duas fases distintas. A elevação inicial foi rápida, a cerca de 7,5 cm/ano. Esta fase durou uns dois mil anos, e desenvolveu-se à medida que o gelo desaparecia. Uma vez completada a deglaciação, o ritmo abrandou para 2,5 cm/ano, com uma redução exponencial desde então. Hoje, o ritmo de elevação é de aproximadamente 1 cm/ano e as investigações sugerem que o ajuste durará cerca de mais 10 mil anos. A elevação total desde o final da idade do gelo será de uns 400 m.

## Efeitos
O ajuste glaciar causou muitas mudanças significativas nas linhas costeiras e nas paisagens durante os últimos milhares de anos, e os seus efeitos ainda são significativos. Na Suécia, o lago Malar fez parte do mar Báltico, mas a elevação do terreno acabou por separá-lo e convertê-lo num lago de água doce no século XII. As conchas de animais marinhos encontradas em sedimentos do lago Ontário indicam um evento similar em tempos pré-históricos. Noutros portos nórdicos, como Tornio ou Pori, foi preciso modificar a localização do porto várias vezes ao longo dos últimos séculos.
Na Grã-Bretanha, a glaciação afetou a Escócia mas não o sul de Inglaterra, e o ajuste pós-glacial do norte de Grã-Bretanha causa um afundamento compensatório da parte meridional da ilha. Istlo contempla um risco maior de inundações, especialmente nas zonas que rodeiam o curso inferior do rio Tâmisa. Junto com o aumento do nível do mar causado pelo aquecimento global, este afundamento pós-glacial do sul da Inglaterra poderia comprometer a efetividade da Barreira do Tâmisa, a defensa anti-inundações mais importante de Londres, depois de 2030.
Os Grandes Lagos da América do Norte ficam aproximadamente no limite entre o terreno que se eleva e o que se afunda. O lago Superior fez parte no passado de um lago muito maior, juntamente com o lago Michigan e o lago Huron, mas o ajuste pós-glacial provocou a separação dos três lagos há cerca de 2.100 anos. Presentemente, o nível do água sobe nas margens meridionais dos lagos e baixa nas setentrionais.
Na Suécia, podem-se ver alguns dos efeitos mais destacados na ilha de Öland que tem pouco relevo devido à presença da muito plana Stora Alvaret. A terra que se eleva fez com que a localidade da Idade do Ferro ficasse mais longe do mar Báltico, de modo que hoje em dia fica bastante afastado da costa.
Em geral, o ajuste pós-glacial tenderia a tornar a Terra mais esférica ao longo do tempo. Mas este efeito foi invertido por outros fatores, como movimentos de grande magnitude de água oceânica causados por fenómenos como El Niño e outros similares.

## História da exploração
Antes do século XVIII, na Suécia pensava-se que o nível do mar estava a baixar. Seguindo a iniciativa de Anders Celsius, fez-se uma série de marcas nas rochas de diferentes lugares da costa sueca. Em 1765 concluiu-se que não era o nível do mar que baixava, mas sim o terreno que se elevava de maneira desigual. Em 1865, Thomas Jamieson propôs a teoria de que a elevação do terreno está relacionada com a idade glacial que se tinha descoberto em 1837. A teoria foi aceite na sequência das investigações de Gerard de Geer sobre as antigas linhas de costa da Escandinávia, publicadas em 1890.

## Estado jurídico
Em áreas onde a elevação do terreno é visível, há que definir os limites exatos das propriedades. Na Finlândia, o novo terreno pertence legalmente ao proprietário da zona aquática e não aos proprietários das zonas de terra.

## Arqueologia
Devido ao ajuste pós-glacial, fazem-se descobertas arqueológicas quando são expostos materiais antigos, como o de um animal marinho em Vermont, nos Estados Unidos, descoberto em 1849.